# Кошер храна
Кошер храна је храна која је припремљена у складу са строгим јеврејским прописима о припреми намирница и хране (кашрут), који се заснивају на Књизи Левитској и Поновљеном закону. Храна која се може конзумирати у складу са овим прописима назива се кошер према Ашкенази изговору хебрејског термина кашер (כָּשֵׁר - одговарајући, исправан, погодан, што у овом контексту значи "спреман за потрошњу"). Храна која није у складу са овим прописима је забрањена и назива се треф (од хебр. טְרֵפָה, трафах - поцепан).
Реч кошер се не користи само када је у питању храна, већ има много ширу примену. Чак је ушла и у амерички жаргон као реч која означава нешто што је одговарајуће, исправно, адекватно, па чак и легитимно.
Око 10 процената јеврејског становништва у Израелу придржава се кошер прописа, али и милион Јевреја у дијаспори. Преостали Израелци подељени су равномерно на оне који кошер правилима не дају никакав значај и оне који се придржавају само неких прописа. Више од 90 процената свих прехрамбених производа који се продају у Израелу подлеже кошер прописима. Овакав начин исхране не практикују само религиозни Јевреји, а према неким проценама, само 29% конзумената Кошер хране су Јевреји, а остатак чине друге религијске групе и они који кошер храну не конзумирају из верских разлога.

## Разлози за кошер исхрану
Основни разлог придржавања кошер прописа свакако је религијски, али постоје и други разлози којима се објашњава корист оваквог начина исхране:
- Духовност - према учењу Торе, узимањем некошер хране смањује се способност душе да се повеже са духовним. Ова се штета може поправити када особа поново почне да једе кошер храну.
- Самодисциплина - ако се особа може дисциплиновати по питању исхране, моћи ће се дисциплиновати и у многим другим подручјима живота.
- Здравствени разлози - захваљујући посебној контроли, кошер храна се сматра здравијом и чистијом.
- Моралне поуке - ова филозофија учи да се не сме бити окрутан. Забрањено је заклати мајку и њено младунче током истога дана и наравно не кува се јаре у млеку његове мајке. Животиње се кољу тако да се изазове најмањи могући бол. Забрана конзумирања птица грабежљивица такође учи да се не сме бити окрутан.[3]

## Дозвољене и забрањене животиње
Тора допушта да се за исхрану користе само оне копнене животиње које „имају папке и папци су му раздвојени и преживају”. Четири животиње, зец, кунић, камила и свиња, посебно су означене као забрањене, јер поседују само једну од две наведене особине: зец, кунић и камила су преживари, али немају раздвојене папке, док свиња има папке, али не прежива своју храну. Ортодоксни Јевреји се посебно придржавају правила која се односе на храну која мора бити кошер. Кошер животиње које се данас обично једу су говедо, коза и овца, а понекад јелен и биво.
Тора наводи и „крилата бића” која не би требало конзумирати, углавном птице грабљивице, водене птице које се хране рибом и слепе мишеве. Дозвољено је јести месо припитомљених птица, какве су кокошке, гуске, препелице, голубови и ћурке.
Од животиња које живе у води Тора дозвољава конзумацију само које имају и пераје и крљушт. Чак ако риба има само једну љуску или једно пераје, она је допуштена. Туна, на примјер, има мало крљушти, али је ипак кошер. Друге популарне кошер рибе су бранцин, шаран, бакалар, иверак, харинга, локарда, пастрва и лосос. Међутим, рибе као што је грдобина се не сматрају кошер храном, као и други морски плодови међу којима су шкољке, крабе и шкампи. Осим тога, сви морски сисари (китови, делфин...) нису кошер.
Међу створењима која пузе Тора забрањује две врсте: она која пузе по земљи (какви су на пример мишеви и гуштери) и летећа створења која пузе, са четири изузетка: три врсте скакаваца, и цврчак.

## Животињски производи
Поред меса, писци Талмуда забрањивали су и производе забрањених врста, као и оне нездравих животиња. То је укључивало јаја (укључујући рибљу икра)  и млеко, као и деривате као што су сир и желе, али не и производе које животиње „производе“ или „сакупљају“, попут меда (мада у случају меда који сакупљају животиња које нису пчеле код старих аутора долази до размимоилажења у мишљењима). Према рабинским писцима, јаја од ритуално чистих животиња треба на једном крају да буду „шиљаста“, а на другом „заобљена“ (сфероидна), што треба да реши недоумицу око тога да ли је конзумација дозвољена или не.

### Млечни производи
Класични рабински писци подразумевају да је млеко од животиње чије је месо кошер такође кошер. Будући да се животиње сматрају некошерима, ако се након клања открије да су болесне, то би могло учинити њихово млеко ретроактивно некошерним. Међутим, придржавајући се принципа да већина случајева превазилази изузетак, јеврејска традиција и даље сматра такво млеко кошер храном јер је, статистички гледано, већина животиња које производе такво млеко кошер. Исти принцип се не примењује на могућност конзумирања меса животиње чије здравствено стање није проверено. Рабин Хершел Шахтер је тврдио да се са модерном опремом на фармама млека млеко мањег броја некошер крава непрестано меша са млеком већине кошер крава, што онемогућује конзумирање млека из великих млекара. Међутим, многи водећи рабини сматрају да је ово млеко ипак прихватљиво као и главни ауторитети кашрута.
Рабински пропис захтева да се надзире процес муже, како би се осигурало да млеко потиче од кошер животиње. У Сједињеним Америчким Државама многи се људи ослањају на прописе и контроле Министарства пољопривреде, уверени да су ти прописи довољно строги да задовоље рабински пропис о надзору. Они који се у то не поуздају конзумирају само млечне производе са ознаком Халав Исраел (у дословном преводу „Јеврејско млеко”).

#### Хумано млеко
Хумано млеко је дозвољено. Међутим, ауторитети по питању кошер хране тврде да мајчино млеко могу да конзумирају директно из дојки само деца млађа од четири године (пет ако је дете болесно), а деци старијој од две године дозвољено је да наставе да доје само ако нису престала са дојењем дуже од три узастопна дана.

### Сир
Код сира је ситуација компликована јер производња тврдог сира обично захтева и сириште, ензиме који млеко деле на вурду и сурутку. Већина врста сиришта које су се некад употребљавале добијена је из стомачних облога животиња, али данас се сириште најчешће прави рекомбинантно у микробима (мада већина европских сирева и даље користи животињско сириште). Будући да сириште може бити добијено од животиња, сир потенцијално може бити некошер. Кошер је само сириште добијено рекомбинантно или из стомака кошер животиња, ако су заклане у складу са законима кашрута.
Рабински декрет (назван Гевинат акум) забрањује сваки сир направљене од стране не-Јевреја без јеврејског надзора, чак и ако су сви његови састојци кошер, јер врло често сириште није кошер. Поједини рабини и други ауторитети сугеришу да се ова уредба не примењује на месту где се сир обично производи само од кошер састојака, што је примењивано у заједницама у француском граду Нарбону и у Италији. Савремени ауторитети у ортодоксном јудаизму не уважавају овај став и сматрају да сир захтева формалну потврду кашрута да би био кошер. Неки чак тврде да је то неопходно за сир направљен од неживотињског сиришта. У пракси, ортодоксни и неки конзервативни Јевреји који поштују законе кашрута, једу сир само ако су сигурни да је сириште било кошер.

### Јаја
Јаја се сматрају прихватљивим иако су животињски производ. Кошер јаја морају потицати од кошер птица.

#### Крв која се може наћи у јајима
Повремено се у јајету могу наћи мрље од крви, што може утицати на кошер статус овог производа, а варира у зависности од тога постоји ли могућност оплодње јајета или не.
Ако је јаје може бити оплођена је. Рабини указују на сложен скуп правила за утврђивање да ли се јаје може конзумирати. Према овим правилима, ако се крв појави на жуманцету, забрањено је цело јаје. Да би се избегла сложеност ових правила, обичај је да се јаја са крвним мрљама не једу.
Ако је сигурно да је јаје било неоплођено (снела га је кокошка која је чувана изоловано од петлова), многи ауторитети става су да се може уклонити мрља од крви, а затим појести остатак јајета. То је случај данас, када већину доступних производа чине јаја са фарми кока носиља.
Што се тиче питања да ли се мора проверавати јаје пре конзумирања, правило је да се могу јести тврдо кувана јаја тамо где је провера немогућа, уз напомену да провера није потребна, али да постоји обичај да се јаја проверавају ако су разбијена на дневном светлу, када се крв може видети. Ипак, јаја се не проверавају у комерцијалним окружењима где би то било скупо.

### Желатин
Желатин је хидролизовани колаген, главни протеин у везивном ткиву животиња, и стога потенцијално може долазити из некошер извора, попут свињске коже. Желатин је током историје био значајан састојак за производњу лепка, проналазећи употребу од израде музичких инструмената до веза, једна од главних емулзија која се користи у козметици и у фотографском филму, главни премаз медицинских капсула и облик хране укључујући желе, маршмелоу и друге слаткише. Став кашрута је према желатину прилично контроверзан.
Због недоумица око извора појединачних производа у чијем је саставу желатин, многи ортодоксни рабини сматрају да је генерално некошер. Међутим, конзервативни и неколико истакнутих ортодоксних рабина, тврде да је желатин подвргнут потпуној хемијској промени и преради да се не би смело сматрати месом, па би се према томе требао сматрати кошер храном. Технички гледано, желатин се производи раздвајањем три нити у трострукој спирали сваког колаген влакна у кључалој води.
Једна од главних метода избегавања некошер желатина је замена сличним производима, односно супстанцама са сличним хемијским понашањем, међу којима су скроб из тапиоке, хемијски модификовани пектини и карагинин из јестивих алги у комбинацији са одређеним биљним гумама из рогача, гумарабиком, агаром и др. Иако се желатин доста користи у производњи хране, многи произвођачи почели су да користе замене, јер употреба желатине такође представља препреку и за вегане и вегетаријанце. Данас многи произвођачи производе желатин од коже кошер рибе, заобилазећи многе од ових проблема.

## Ритуално клање
Један од прописа о исхрани који се појављује у Књизи изласка забрањује конзумирање меса животиња које су „растргле звери“, а у Поновљеном закону појављује се сличан, који забрањује конзумацију свега што је умрло природном смрћу. Постоје мишљења да Књига пророка Језекиља подразумева да су се правила о животињама које умру природно или су их „растргле звери“ придржавали само свештеници, и била су намењена само њима. што наводи на закључак да се она нису односила на обичне Израелце, који их се нису придржавали. Такође је забрањено заклати мајку и њено младунче у истом дану.
Традиционални јеврејски став је да сво месо мора потицати од животиња које су заклане у складу са јеврејским законом. Ове строге смернице захтевају да се животиња убије једним пресеком преко грла до тачне дубине, прекидајући обе каротидне артерије, обе вратне вене, оба пнеумогастрична живца, душник и једњак, не више од епиглотиса и ниже од места где започињу трепље унутар душника, што доводи до тога да животиња крвари до смрти. Ортодоксни Јевреји објашњавају да се тиме осигурава да животиња умре одмах, без непотребне патње, али многи активисти за заштиту животиња сматрају овај поступак окрутним, тврдећи да животиња можда неће одмах изгубити свест и затражили да се забрани. За рибу овакви прописи не постоје.
Да би се избегло кидање ткива и осигурао темељан рез клање обично изводи обучена особа - шохет, великим ножем оштрим као бритва. Нож се проверава пре сваког клања, како би се осигурало да на сечиву нема оштећења. Ако се открију оштећења или је пресек превише плитак месо се сматра некошерним. Рабини обично захтевају од кланичара да буду побожни Јевреји доброг карактера и поштоваоци шабата. У мањим срединама кланичар је често градски рабин, или рабин из локалне синагоге, али велике кланице обично морају запошљавати шохете уколико намеравају да продају кошер месо.
Талмуд, а касније и јеврејске власти, такође забрањују конзумацију меса животиња које су заклане у процесу умирања од болести, што се не заснива на бризи за здравље конзумента, већ је продужетак правила која забрањују месо животиња које су растргле звери или су умрле природном смрћу. Да би се придржавали ове талмудске забране да се једу болесне животиње, ортодоксни Јевреји обично захтевају да се лешеви свеже закланих животиња темељно прегледају. Постоји 70 различитих традиционалних провера. На пример, проверава се да ли плућа имају било какав ожиљак који је можда настао услед упале.Месо које прође ове провере назива се глат גלאַט), што на јидишу значи глатко.
Компромиси (у земљама које имају законе о заштити животиња који забрањују такве поступке) укључују омамљивање животиње како би се умањила патња која настаје док животиња крвари до смрти. Међутим, употреба електричних омамљивача често није прихваћена у производњи кошер меса.

### Забрањени делови заклане животиње
Како се забрањене масти, тетиве, крвни судови и ишијални нерв морају уклонити, а то је теже у задњим деловима животињског тела, често су доступни само комади меса из предњих делова.
Књига Левитска забрањује конзумирање одређених врста масти из жртвених животиња (говеда, овце и козе), јер је овај дебели део меса намењен искључиво као жртва Богу (тако што ће гори на олтару).
Тора такође забрањује и конзумирање уда који је уклоњен са животиње пре него што је животиња убијена. На хебрејском то се зове Евер Мин ХаХаи и ово је један од Седам Закона даних Ноиним Синовима који се односе и на не-Јевреје.

#### Предња нога, образи и вилице
Поклон предње ноге, образа и вилице кошер заклане животиње свештеном лицу једна је од заповести у Танаху. Поједини рабини тврде да је конзумација животињског меса забрањена пре него што се дарује, иако прихваћена правила ипак то дозвољавају. Шта више, конзумација ових делова сваке кошер говедине заклане забрањена је несвештеном лицу, осим ако свештеник то не дозволи.

#### Крв
Један од главних библијских прописа о храни забрањује конзумирање крви због „живота у крви“. Ова забрана и разлог наведени су у Седам Нојевих заповести и два пута у Књизи Левитско  као и у Поновљеном закону. За рибу овај пропис не важи.
Многи рабини тврде да је у највећем броју случајева немогуће уклонити сваку кап крви и да је забрана конзумирања крви непрактична и да би требало да постоје изузеци: конзумирање крви која је остала унутар меса (за разлику од крви на његовој површини, која капље или се налази у венама) треба дозволити, као и да треба дозволити конзумирање крви риба и скакаваца.
Да би се испоштовала ова забрана, у традиционалном Јудаизму су се примењивале бројне технике припреме. Главна техника, позната као мелихах, подразумева натапање меса у води око пола сата, што отвара поре. После тога, месо се ставља на косу даску или у плетену корпу и са сваке стране густо прекрива сољу, а затим оставља да одстоји 20 до 60 минута на нагнутој или перфорираној подлози. Со извлачи крв захваљујући осмози и ова со мора бити накнадно уклоњена из меса (обично се највећи део отреса и затим се месо двапут пере) да би се довршили издвајање крви. Врста соли која се користи у процесу позната је као кошер со. Месо се мора кошеризирати у року од 72 сата од клања, како се крв не би згрушала.
Овај поступак није довољан за вађење крви из џигерице, плућа, срца и неких других унутрашњих органа, јер они природно садрже велику количину крви, па се ти органи обично уклањају пре него што се остатак меса посоли. Осим тога, печењем на перфорираној решетки над отвореном ватром такође се из ткива ослобађа сва крв, па је то уобичајени начин припреме ових органа, а такође је прихватљиво за уклањање крви из сваког меса. Тело животиње садржи мноштво вена и масноћа које Тора такође забрањује и које се морају уклонити. Поступак уклањања назива се никур и врло је сложен.

## Храна биљног порекла
Сво воће и поврће је дозвољено, али у њему не сме бити инсеката. Такође постоји ризик и са производима као што су морске траве и алге, јер могу бити контаминиране микроскопским, некошер рачићима.
Кад је шећер у питању, употребљава се искључиво онај добијен од шећерне трске који је претходно филтриран кроз угљен од коштаног брашна. Да би био снежно бео, врши се дисколоризација, односно, уклањање боје.
Хлеб се никада не меси с неком од млечних компоненти, с обзиром на то да се једе у свакој прилици и више пута на дан, како не би дошло до мешања меса и млечних производа. Изузетак је само ако се припрема за посебне прилике.

## Прљава храна
Талмуд додаје библијским прописима забрану конзумирања отрованих животиња. Слично томе, Забрањено је испијање воде ако је преко ноћи остала непокривена на месту где би могло бити змија, на основу тога што је змија могла оставити отров у води. На местима на којима обично нема змија ова забрана не важи.

## Комбиновање намирница

### Млеко и месо
Тора три пута изричито забрањује „кључање јарета у мајчином млеку“. Талмуд ово тумачи као општу забрану кувања меса и млечних производа у истој посуди, као и конзумацију или извлачења било какве користи од такве смеше. Да би се спречило случајно кршење ових правила, савремена стандардна ортодоксна пракса је да се храна сврстава у месну, млечну или у ниједну. Ова трећа категорија се обично назива пареве (парве и парев) што значи „неутрално“.
Како библијска забрана користи реч геди („дете“), а не фразу геди изим („дете козе“) која се користи на другим местима у Тори, рабини су закључили да је у забрану укључено месо свих домаћих сисара. Месо рибе и инсеката није укључено у ову забрану, па се стога сматра неутралним. Месо птица и дивљих сисара, попут јелена, сматра се такође месном храном, па се забрана односи и на њега.
Према рабинским законима и обичајима, месо и млеко не само да се не кувају заједно, већ се не једу ни одвојено у оквиру једног оброка. Ови прописи су до те мере строги да верујући Јевреји чак поседују и посебне судове за месне и млечне производе, па чак и судопере и машине за прање судова.
После конзумације месних производа мора се чекати шест сати да би се смели јести млечни производи, али се месо сме јести после млечних производа, осим после тврдих сирева, када се такођер мора чекати шест сати.

### Риба и месо
Талмуд сугерише да истовремено конзумирање меса и рибе може проузроковати извесне деформитете, тако да ортодоксни Јевреји избегавају ову комбинацију, док се конзервативни Јевреји могу држати овог правила, али и не морају.

## Кршење прописа због очувања људског живота
Закони кашрута могу се прекршити у сврху очувања људског живота (пикуак нефеш). На пример, пацијенту је дозвољено да једе не-кошер храну ако је то неопходно за опоравак, или  у случају да би у супротном гладовала.

## Припрема хране од стране не-Јевреја
Рабини су углавном забрањивали било који облик хране који је посвећен идолу или се користи у служби идола. Будући да Талмуд на све не-Јевреје гледа као на потенцијалне идолопоклонике, а на међуверске бракове гледа са стрепњом, у ову забрану укључена је свака храна коју су у потпуности припремили или скували не-Јевреји. (Хлеб који је продавао нејеврејски пекар није био укључен у забрану) Слично томе, постојало је и мишљење да се храна коју за Јевреје припремају не-јеврејске слуге не треба сматрати припремљеном од потенцијалних идолопоклоника, иако се Јакоб бен Ашер супротставио овом ставу.
Сходно томе, ортодоксни Јевреји углавном се држе правила да вино, одређену кувану храну, а понекад и млечне производе треба да припремају само Јевреји. Забрана испијања не-јеврејског вина, које се традиционално назива јајин несек (што дословно значи „вино за приношење" - мисли се на божанство), није апсолутна. Кувано вино (хебрејски:יין מבושל јајин мевушал) сматра се прихватљивим, јер се током историје није користило у верским обредима. Зато кошер вино најчешће припремају Јевреји и оно се затим пастеризује, после чега њим може руковати и не-Јеврејин.

## Тржиште кошер хране
Демографске промене на глобалном нивоу и велике миграције становништва донеле су потребу да се о кошер и халал храни размишља и у срединама у којима су доминантне друге културе. Поред потребе да се разумеју концепти кошер и халал исхране и филозофија која стоји иза њих, све је јачи тренд придржавања ових прописа и међу не-јеврејима и не-муслиманима. Сада се оваква храна нуди широм света, у специјализованим продавницама и ресторанима који, као и произвођачи и сами производи, морају имати Кошер или Халал сертификат.
Скоро сви највећи произвођачи хране у Америци (Кока Кола, Крафт, Проктер и Гемблер...) поседују Кошер сертификат. Крајем 20. века потражња за кошер производима бележи значајан пораст. Само у САД послује више од 8.000 компанија чији су производи произведени у складу са Кошер стандардом, а око 7 милиона Американаца редовно купује кошер храну и за то троши око 3 милијарде долара годишње, а ово тржиште расте брже од тржишта осталих прехрамбених производа.
Кошер храна није намењена само онима који настоје да живе по кошер правилима. По неким проценама, само 29% конзумената Кошер хране су Јевреји, а остатак чине друге религијске групе (19%) и они који се не изјашњавају да кошер храну конзумирају из верских разлога. Ова храна је занимљива и вегетаријанцима и људима који су алергични на разне врсте хране.

### Кошер сертификат
Кошер сертификат сведочи да је производ произведен уз стриктно поштовање свих прописаних правила и да је безбедан за употребу од стране припадника јеврејске вере. Као и халал и кошер је храна која је за све људе здрава и корисна, а за јеврејске вернике једина исправна. Критеријуми за добијање ових сертификата су веома високи и компликовани, а провере су стриктне и опсежне. То је један од разлога зашто су ови производи скупљи, а осим тога нема масовне производње, све је изричито органско и без адитива. У Србији још ни један производ нема Кошер сертификат.

### Кошерфест
Сваке године се 5.000 трговаца храном, агенција за кошер сертификацију, новинара и других професионалаца окупи у Њујорку, како би пробали кошер храну коју нуди око 300 учесника Кошерфеста. Међу понудама 2018. године били су крутони од банана за кување из Еквадора, а крутони без глутена освојили су награду Кошерфеста за најбољу нову грицкалицу. У понуди су, између осталог, били и поховани равиоли пуњени слатком рикотом и комадићима чоколаде, пареве (неутрална) и веган варијанта сладолед торте, направљена од трешње и сорбета маракује, замена за путер од кокосовог уља, и безглутенска варијанта сиријских самоса.

## Занимљивости
За концепт кошер исхране определиле су се многе познате личности, међу којима су Парис Хилтон, Боно Вокс, Доналд Трамп, Стивен Спилберг, Мадона и други. Током боравка у Црној Гори, када је 2008. године одржала чувени концерт на плажи Јаз, Мадона је тражила је да јој се намирнице справљају искључиво на овај начин. Овчетину по строгим јеврејским правилима припремао јој је рабин Исак Асиел, једини човек који на простору бивше Југославије има лиценцу за то.

## Разлике и сличности између кошер и халал прописа
Занимљиво је да ислам има доста заједничког са јудаизмом у погледу правила исхране, иако је у многим другим областима фокусиран на утврђивање разлика између Јевреја и Муслимана. Сличност у законима у исхрани је вероватно наслеђе сличне етничке везе у далекој прошлости.
Халал свој извор има у Курану, кошер у Тори, односно Старом завету). Постоје забрањене и дозвољене животиње, с тим што је према кошеру број врста које се могу јести мањи. у обе религије постоје детаљни прописи на који начин животиња која ће служити мора да буде убијена, при чему важи слично правило: то се мора обавити једним потезом и сва крв мора да истекне. Овај поступак има утемељење и у науци. Потврђено је да је месо животиње која не зна да ће бити убијена укусније. Што се тиче поврћа и воћа, сво је халал, док је за кошер неопходно да су очишћене од инсеката. Кошер исхрана подразумева строго одвајање месног и млечног, које се никако не сме конзумирати у једном оброку, што не важи и за халал исхрану. Такође, свако алкохолно пиће је према халалу забрањено, док је према кошер правилима алкохол дозвољен, са изузетком производа од грожђа који морају бити справљени од стране верујућих Јевреја.